# Voltor de Rüppell
El voltor de Rüppell (Gyps rueppellii) és un voltor del Vell Món de grandària mitjana, per tant un ocell rapinyaire de la família dels accipítrids (Accipitridae). Habita la regió del Sahel africà, a l'Àfrica central. La població de 30.000 exemplars, està en decadència a causa de la pèrdua contínua d'hàbitat i altres pressions.
El seu estat de conservació es considera en perill crític d'extinció.
El seu nom és un homenatge a Eduard Rüpell, explorador, zoòleg i col·leccionista alemany del segle xix.
La confirmació d'un vol a una altitud d'11.000 metres sobre el nivell del mar el fa un dels ocells capaç de volar a més altitud.

## Morfologia

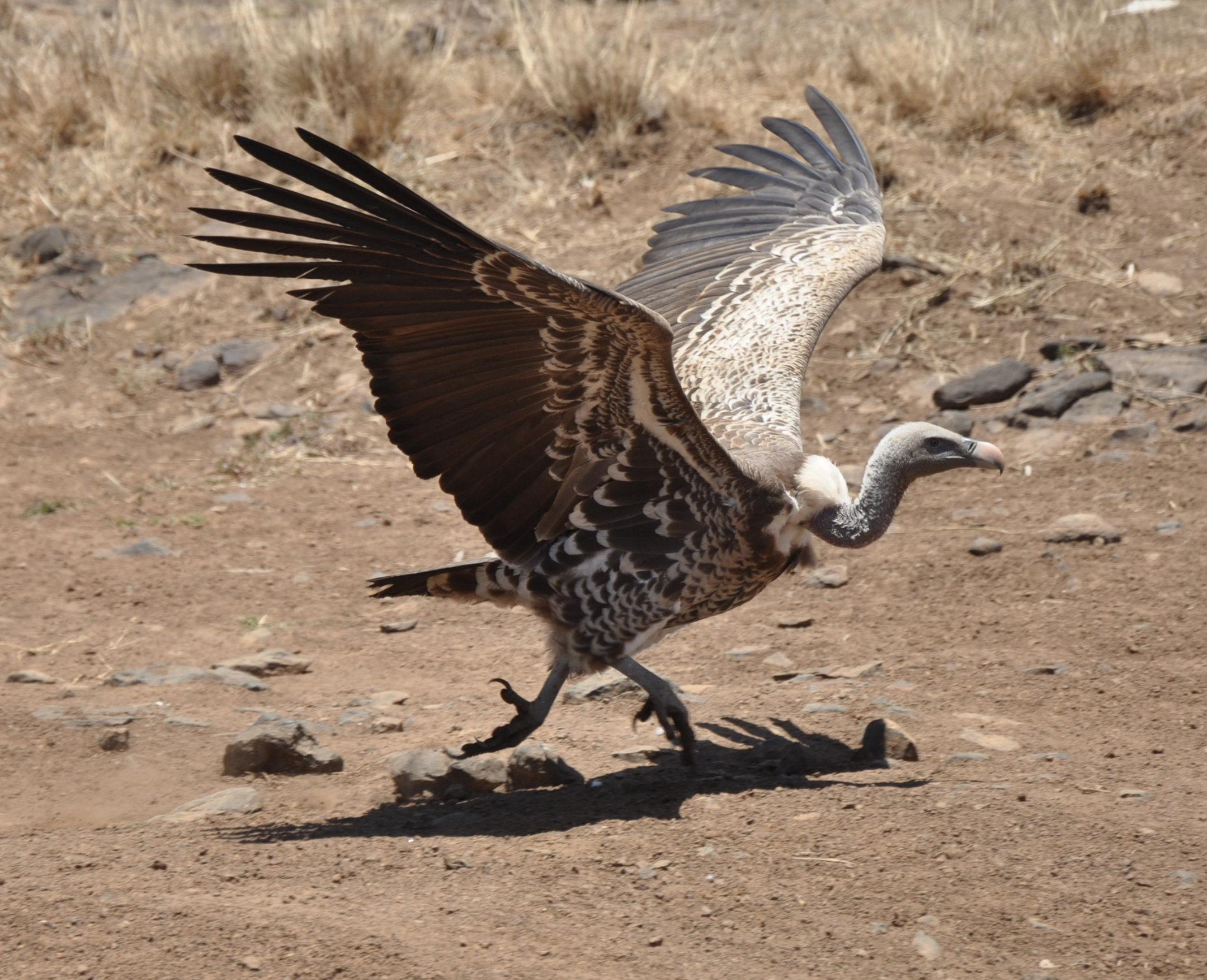
Voltor de Rüppell al Nairobi National Park de Kenya

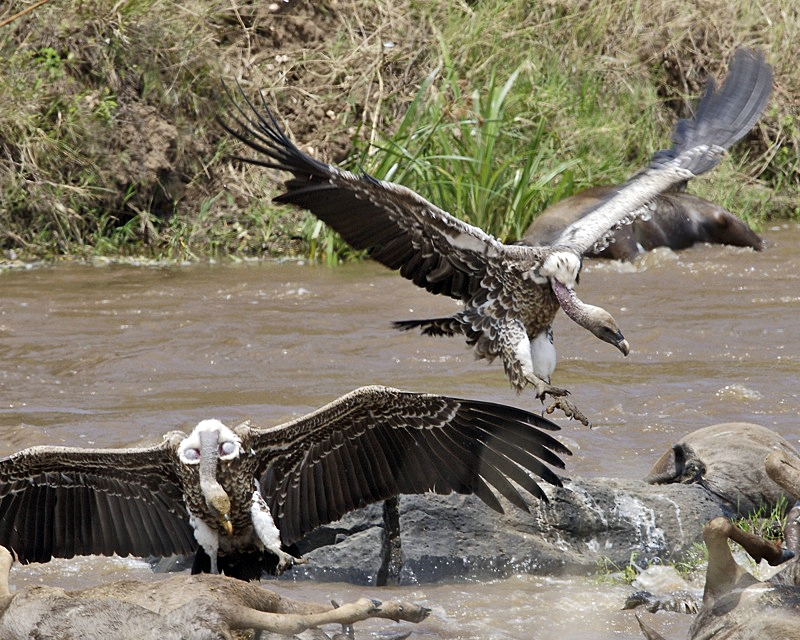
Menjant d'una carronya

- Fan una llargària d'1 metre, amb una envergadura d'uns 2,6 metres i un pes de 7 – 9 kg.
- Ambdós sexes amb similar aspecte: cap i coll coberts de plomissa de color blanc brut, plomes del dors de color fosc i clar, amb aspecte d'escates. Ventre de color marró blanquinós. A la base del coll un collaret blanc.[8]
- Ull de color groc o ambre, la pell nua de la cara grisa, el bec verdós i les potes grises.[8]
- Joves amb el cap i coll marró i el cos més fosc i menys contrastat que l'adult.

## Hàbitat i distribució
Aquests voltors viuen a les zones més àrides i muntanyoses d'Àfrica: particularment semi-deserts i perifèria del desert. Dormen en penya-segats rocallosos inaccessibles si en tenen a l'abast, o als arbres, especialment acàcies.

## Conducta
Molt sociables, dormen, crien i cerquen l'aliment en grans bandades. Es poden traslladar ràpidament en cas de necessitat, a velocitats de fins a 35 quilòmetres per hora, i volar fins a 150 quilòmetres des del niu per buscar aliment.
Poden volar a una altitud de fins a 6.000 metres. Aquests ocells tenen una variant especialitzada de l'hemoglobina subunitat alphaD. Aquesta proteïna té una alta afinitat per l'oxigen, que els permet captar de manera eficient tot i la baixa pressió parcial a la troposfera superior.
Un voltor de Rüppell va ser engolit per la turbina d'un avió que volava sobre Abidjan, Costa d'Ivori, el 29 de novembre de 1973, a una altitud d'11.000 metres.

### Alimentació
Unes dues hores després de l'alba, quan els corrents tèrmiques ascendents els afavoreixen, deixen el dormidor i comencen a patrullar per les planes, localitzant amb llur excepcional vista, cadàvers de grans animals o carnívors que han caçat recentment. S'han descrit agafant preses vives, però aquest comportament és excepcional. Tenen algunes adaptacions especials relacionades en la dieta, fins i tot entre els voltors africans. Tenen un bec especialment poderós i, després que s'han consumit les parts més toves del cadàver, continuarà amb la pell, i fins i tot els ossos, engolint molt material, fins que amb prou feines pot volar. Les estries de la llengua tenen una inclinació cap arrere, per ajudar a separar la carn dels ossos.

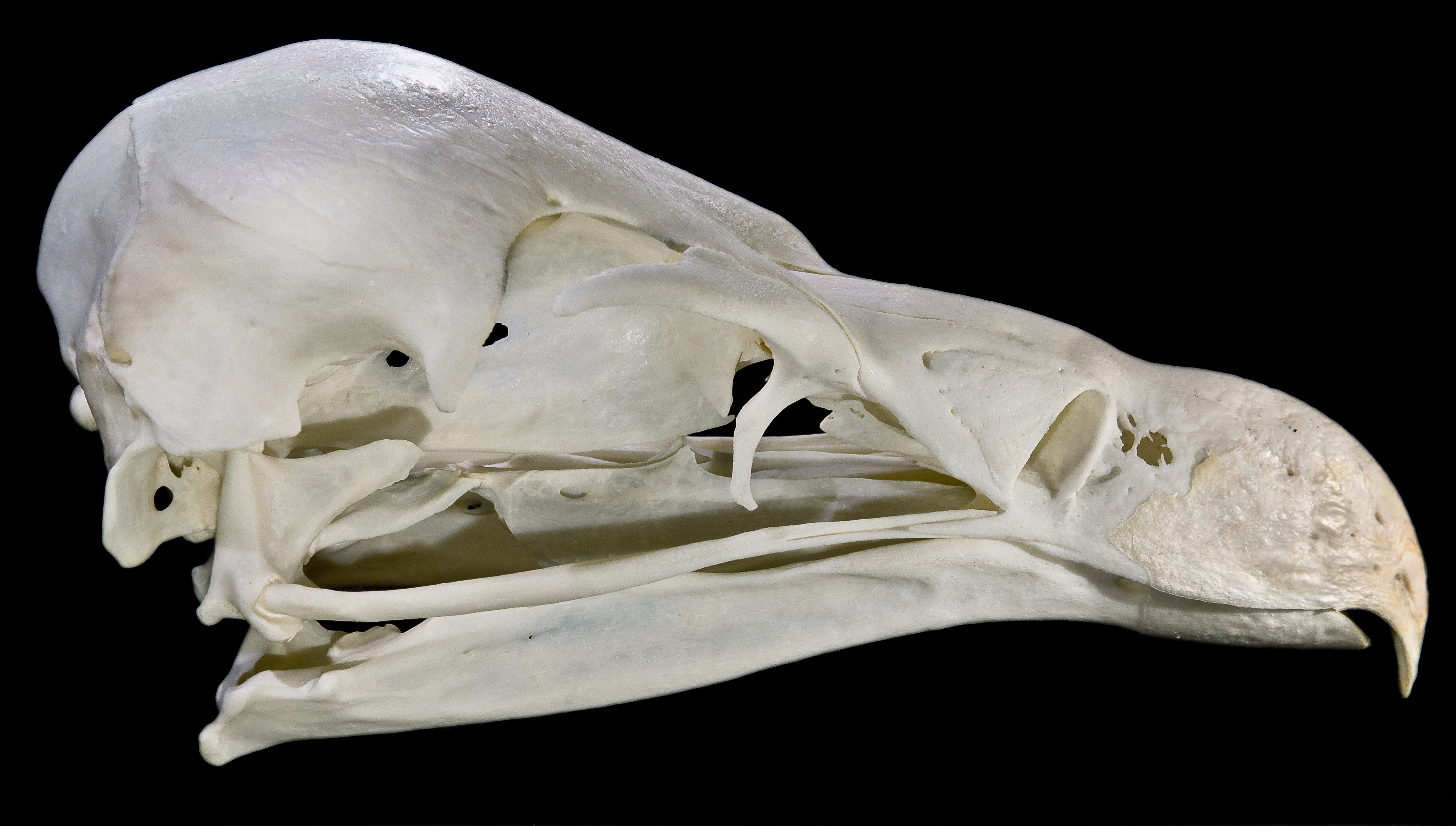
Crani de voltor de Rüppell mostrant el poderós bec

### Reproducció

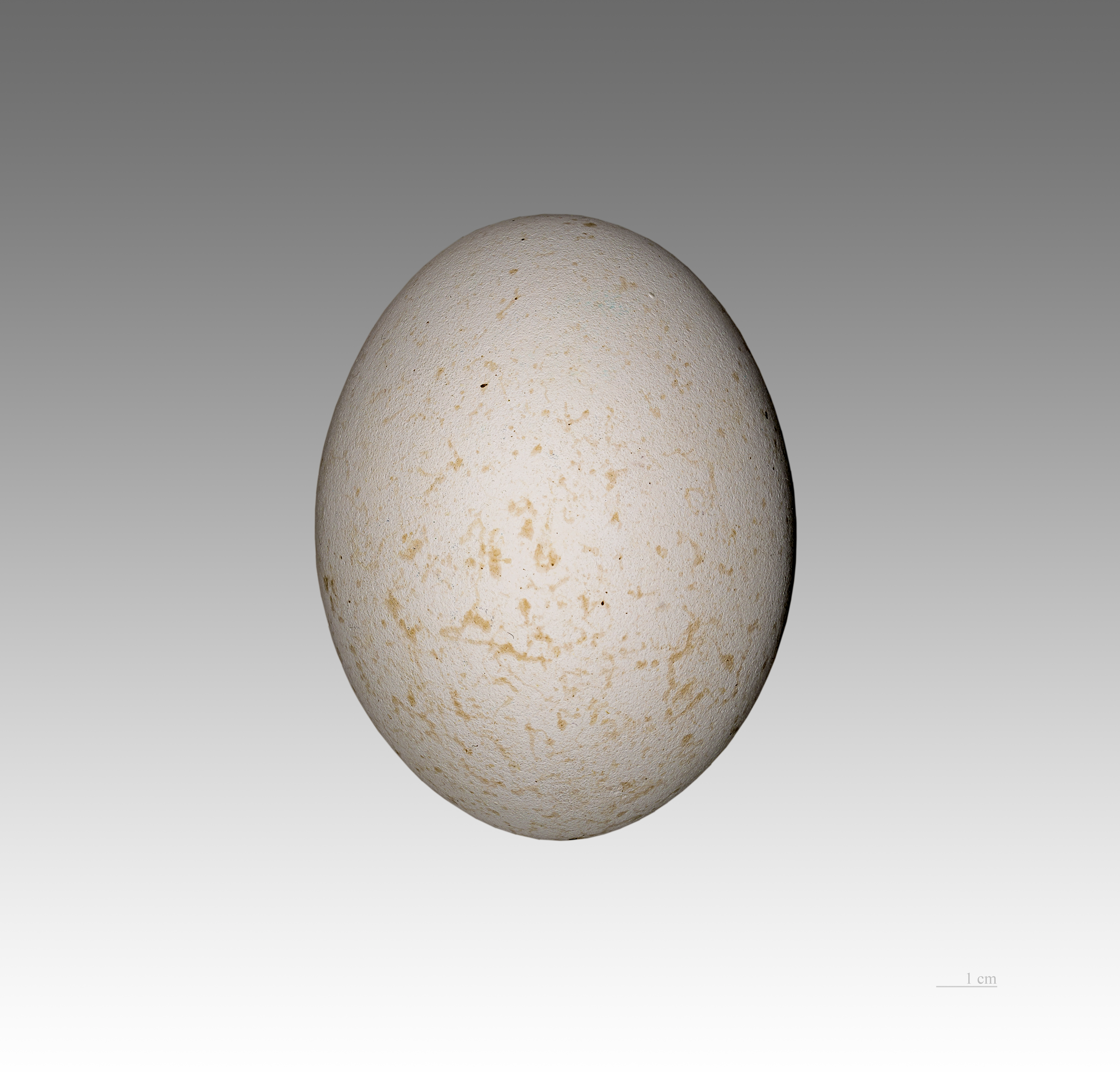
Gyps rueppellii

Poden criar en qualsevol època de l'any, però més durant l'estació seca. Fan els nius als penyasegats en què dormen. Ponen un o de vegades dos ous, de color blanc verdós. Després de l'eclosió el pollet roman al niu durant tres mesos

## Estatus
Des de la primera vegada que va ser avaluat per la Unió Internacional per a la Conservació de la Natura, en 1998, les poblacions d'aquest voltor han minvat. L'espècie fou classificada a la Llista Vermella de la UICN com "gairebé amenaçada" des de l'any 2007 i la UICN preveia que les poblacions de l'espècie continuarien disminuint. El 2021 el seu estat de conservació, fou reavaluat com en perill crític d'extinció.